# أشلي ماديكوي
أشلي ماديكوي (بالإنجليزية: Ashley Madekwe) (ولدت في 6 ديسمبر 1983) ممثلة إنجليزية. عرفت بظهورها في دور «أشلي دافنبورت» في المسلسل الدرامي الانتقام.

## روابط خارجية
- أشلي ماديكوي على موقع IMDb (الإنجليزية)
- أشلي ماديكوي على موقع ألو سيني (الفرنسية)
- أشلي ماديكوي على موقع أول موفي (الإنجليزية)
- أشلي ماديكوي على موقع قاعدة بيانات الأفلام السويدية (السويدية)
- أشلي ماديكوي على موقع قاعدة بيانات الفيلم (الإنجليزية)
- أشلي ماديكوي على موقع كينوبويسك (الروسية)
- smashleybellعلى تويتر.
- Ashley Madekwe's blog